# Hamatocanthoscypha ocellata
Hamatocanthoscypha ocellata är en svampart som beskrevs av Huhtinen 1990. Hamatocanthoscypha ocellata ingår i släktet Hamatocanthoscypha och familjen Hyaloscyphaceae.   Inga underarter finns listade i Catalogue of Life.